# Daniela Aiuto
Daniela Aiuto (Losanna, 14 dicembre 1975) è una politica italiana.

## Biografia
Daniela Aiuto nasce a Losanna in Svizzera nel 1975, ma si trasferisce presto in Abruzzo, a Vasto. Studia al liceo scientifico Mattioli di Vasto, nel 2002 si laurea con lode in architettura all'Università degli Studi "Gabriele d'Annunzio" di Pescara, vive a Vasto con la sua famiglia, è divorziata e madre di quattro bambini.

### Attività politica
Nel 2014 si candida alle elezioni europee con il Movimento 5 Stelle nella circoscrizione Italia meridionale ottenendo 35.829 voti e risultando eletta. Diventa membro della commissione TRAN (Trasporti e turismo) e FEMM (Diritti della donna e parità di genere). Nell'ottobre del 2018, in seguito a diatribe interne, lascia il Movimento 5 Stelle per approdare a Italia in Comune, movimento politico capitanato da Federico Pizzarotti, sindaco di Parma, e si ricandida per le elezioni europee del 26 maggio 2019 con Italia in Comune, alleata per l'occasione con +Europa.
Nel 2020 aderisce ad Azione, venendo nominata referente del partito per gli enti locali e le politiche europee in Abruzzo.

## Controversie
Il Parlamento europeo ha aperto nel 2017 un'inchiesta nei suoi confronti per alcune ricerche finanziate coi fondi europei e che sarebbero risultate copiate da Wikipedia ed altri siti online. La Aiuto si è dichiarata parte lesa e ha annunciato che intraprenderà vie legali nei confronti delle società a cui aveva commissionato le ricerche.